# Ludwik Królik
Ludwik Królik (ur. 1 czerwca 1942 w Pobużanach, zm. 17 grudnia 1999 w Warszawie) – polski duchowny rzymskokatolicki, Kapelan Honorowy Jego Świątobliwości (prałat), profesor, historyk Kościoła, dziekan Papieskiego Wydziału Teologicznego w Warszawie.

## Życiorys
Urodził w wielodzietnej rodzinie rolniczej. W latach 1961–1967 ukończył Wyższe Metropolitalne Seminarium Duchowne w Warszawie. Po przyjęciu święceń kapłańskich w 1967 roku był wikariuszem w kilku parafiach ówczesnej archidiecezji warszawskiej. W latach 1973–1977 studiował na Katolickim Uniwersytecie Lubelskim uzyskując licencjat, a następnie doktorat z historii Kościoła. Po habilitacji w 1986 roku na Papieskiej Akademii Teologicznej w Krakowie, w 1988 roku został docentem Papieskiego Wydziału Teologicznego w Warszawie. W latach 90. XX wieku uzyskuje kolejne stopnie profesorskie na Papieskim Wydziale Teologicznym w Warszawie, a w 1997 roku objął także stanowisko profesora nadzwyczajnego na Akademii Teologii Katolickiej, znajdującej się również w Warszawie.
Pierwsze dwie publikacje książkowe księdza profesora powiązane są z naszą diecezją. Są to: „Organizacja dekanalna diecezji łuckiej i brzeskiej w XVII i XVIII w.” (Lublin 1981) i „Organizacja diecezji łuckiej i brzeskiej od XVI do XVIII w.” (Lublin 1983). Druga z wymienionych prac – praca doktorska – jest monografią organizacji diecezji łuckiej, która w omawianym czasie była niesłychanie rozległa terytorialnie. Dziś jej tereny należą do trzech niepodległych państw. Obejmowała nie tylko Wołyń i Bracławszczyznę (teren obecnej Ukrainy), ale i okręg brzeski (część Polesia – Białoruś) oraz Podlasie (obecnie tylko ono należy do Polski). Rozprawa na temat organizacji diecezji łuckiej i brzeskiej była nowatorska, gdyż dotychczas nie było takiego opracowania. Ks. prof. Królik odkrył nieznane relacje biskupów łuckich i brzeskich wysyłane do Rzymu. Natrafił także w źródłach na adnotacje dotyczące 3 synodów łuckich. Osiągnięciem opracowania śp. ks. Ludwika była nieznana badaczom prepozytura okręgowa w Brześciu (podobne prepozytury, jako jednostki terytorialnej organizacji wewnątrzdiecezjalnej, występowały jedynie w diecezji krakowskiej).
Od 1984 ks. Ludwik Królik mieszkał w domku pokamedulskim przy warszawskim seminarium na Bielanach. W ostatnich latach, oprócz sprawowania funkcji Dziekana Papieskiego Wydziału Teologicznego w Warszawie, był wicepostulatorem w procesie kanonizacyjnym pięciu męczenników II wojny światowej oraz członkiem Komisji Historycznej w procesie beatyfikacyjnym ks. Jerzego Popiełuszki.
Jego dewizą życiową były słowa św. Jana od Krzyża: „Im mniejszym być zapragniesz, tym większym się staniesz”. Ulubioną lekturą – jak podaje „Kto jest kim w Kościele. Ekumeniczne «who is who» chrześcijaństwa w Polsce” Grzegorza Polaka, Warszawa 1999, s. 191) – obok Pisma Świętego, były książki historyczne (zwłaszcza Henryka Sienkiewicza i Józefa Ignacego Kraszewskiego), dzieła św. Jana od Krzyża, św. Teresy, „Dzienniczek” bł. s. Faustyny Kowalskiej, hagiografia, historiografia, teologia historii oraz książki z dziedziny teologii moralnej i ascetycznej.
Msza św. pogrzebowa została odprawiona we wtorek, 21 grudnia 1999 roku w kościele pw. Niepokalanego Poczęcia Najświętszej Maryi Panny w Lasku Bielańskim po czym doczesne szczątki zostały przewiezione na cmentarz Powązkowski w Warszawie i pochowane we wspólnym grobie kapłanów w kwaterze 153. Na nekrologu opublikowanym w prasie zostały napisane słowa: „okaż mu Panie swoje miłosierdzie”.

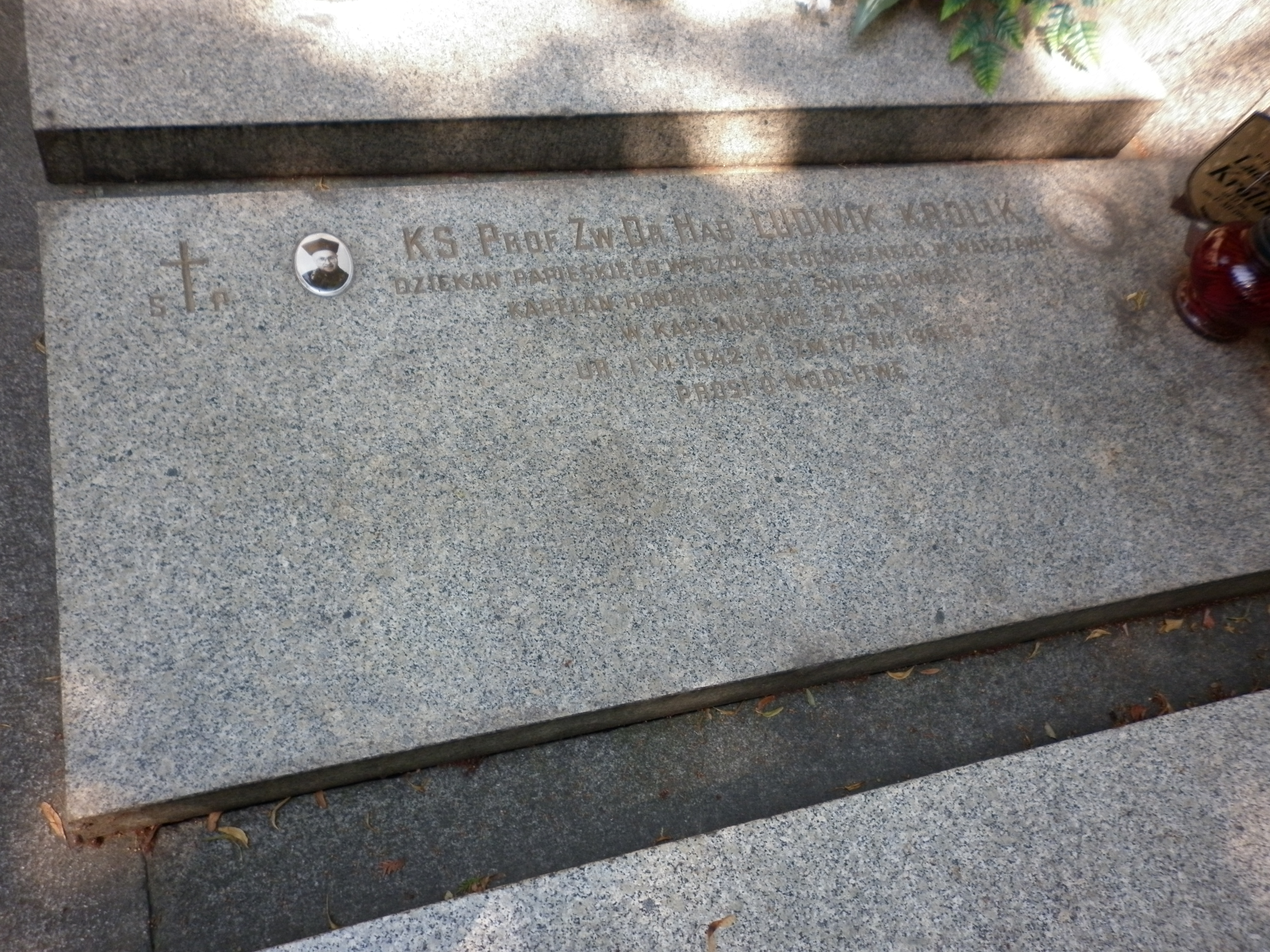
Grób Ludwika Królika na cmentarzu Powązkowskim

## Publikacje
- Kapituła katedralna łucka od XV do XVIII wieku, „Studia Theologica Varsaviensia” 18 (1980) nr l, s. 167-188
- Nieznane synody diecezji łuckiej, „Wiadomości Diecezjalne Podlaskie” 51 (1982) nr 6, s. 182-184
- Organizacja dekanalna diecezji łuckiej i brze-skiej w XVII i XVIII wieku, Lublin 1981
- Organizacja diecezji łuckiej i brzeskiej od XVI do XVIII wieku, Lublin 1983
- Organizacja diecezji łuckiej i brzeskiej od XVI do XVIII wieku, „Roczniki Teologiczno-Kanoniczne” 25 (1978) z. 4, s. 24-34
- Organizacja terytorialna diecezji puckiej i brzeskiej od XVI do XVIII wieku, „Warszawskie Studia Teo-logiczne” 1 (1983^, s. 293-310
- Uposażenie biskupstwa łuckiego, „Wiadomości diecezjalne Podlaskie” 51 (1982) nr 7, s. 220-223